# Rundmäuler
Die Rundmäuler (Cyclostomata oder Cyclostomi, von griechisch  κύκλος kýklos „Kreis“ + στόμα stóma „Mund“) sind eine Überklasse der Chordatiere (Chordata), in der die heute noch lebenden kieferlosen Wirbeltiere, die Schleimaale (Myxinoidea) und die Neunaugen (Petromyzonta), vereint werden. Insgesamt gibt es noch etwa 131 Rundmäuler-Arten, davon 82 Schleimaale und etwa 47 bis 49 Neunaugen. Das Taxon wurde 1806 aufgestellt, in den 1970er Jahren jedoch zwischenzeitlich verworfen – anhand morphologischer Untersuchungen setzte sich die Auffassung durch, dass die Neunaugen näher mit den sonstigen Wirbeltieren (den Kiefermäulern) als mit den Schleimaalen verwandt seien. Diese Ansicht wurde aber wiederum durch molekularbiologische Erkenntnisse widerlegt, die die Verwandtschaft der beiden Gruppen belegten und die Rundmäuler somit auch als Klade bestätigten.
Schleimaale leben weltweit in allen Ozeanen mit Ausnahme des Roten Meeres und der Polarmeere (d. h. Arktischer und Südlicher Ozean). In tropischen Meeren sind sie ausschließlich Bewohner der Tiefsee. Neunaugen bewohnen Randmeere und Süßgewässer gemäßigter Zonen; die Mehrzahl der Arten auf der Nordhalbkugel der Erde, fünf weitere im Südosten Australiens, in Neuseeland und im südlichen Südamerika.
Im weiteren Sinne werden die Rundmäuler zu den Fischen gezählt; im engeren Sinne beinhalten letztere nur Kiefermäuler.

## Merkmale
Alle Rundmäuler besitzen einen aalartigen, langgestreckten und schuppenlosen Körper mit einem knorpeligen Innenskelett und besitzen keine paarigen Flossen und die damit verbundenen Gürtelbildungen (Schultergürtel und Beckengürtel). Die Fähigkeit zur Knochenbildung fehlt. Wichtigstes Element des Achsenskeletts ist die Chorda dorsalis, die zeitlebens biegsam bleibt. Das Rückenmark ist abgeflacht, bei den Neunaugen aber weniger stark. Das Neurocranium endet mit dem Labyrinth und ist ohne Occipitallappen, das Nervensystem besitzt keine Myelinscheiden.
Ein Kiemenkorb ist nur bei den Neunaugen ausgebildet. In beiden Gruppen liegen die Kiementaschen innerhalb der Kiemenbögen und die Kiemenblätter entstehen aus dem Entoderm, bei den Kiefermäulern (Gnathostomata) aus dem Ektoderm und die Kiementaschen liegen außerhalb der Kiemenbögen.
Der Name Rundmäuler (Cyclostomata) wurde wegen der runden, kieferlosen Mäuler beider Taxa vergeben. Die Mäuler verfügen über Hornzähnchen und sind möglicherweise eine Anpassung an die parasitische Lebensweise. Ein sogenannter Zungenapparat übernimmt bei beiden Taxa das Abraspeln von Nahrungsteilchen. Ob dieser Raspelapparat in beiden Gruppen homolog ist, ist bisher ungeklärt.

## Systematik
Die Überklasse der Rundmäuler (Cyclostomata) wurde 1806 von dem französischen Zoologen André Duméril aufgestellt. Mit den ausgestorbenen, gepanzerten Ostracodermi wurden sie in der Gruppe der Kieferlosen (Agnatha) vereint. Mit dem Aufkommen der Prinzipien der Kladistik setzte sich in den späten 1970er Jahren die Auffassung durch, dass es sich bei den Rundmäulern um ein paraphyletisches Taxon handeln muss und dass die Neunaugen näher mit den Kiefermäulern (Gnathostomata) verwandt sind als mit den Schleimaalen.
Molekularbiologische Untersuchungen in den letzten Jahren zeigen jedoch, dass die Rundmäuler doch monophyletisch sind, d. h. Neunaugen und Schleimaale haben eine jüngste gemeinsame Stammform, aus der jedoch keine andere Gruppe hervorgeht. So teilen sie vier einzigartige microRNA-Familien und 15 einzigartige Paralogien zwischen primitiven microRNA-Familien.
Die Rundmäuler sollen sich vor etwa 500 Millionen Jahren im Kambrium aus einem letzten gemeinsamen Vorfahren aller Wirbeltiere entwickelt haben, der allerdings wesentlich komplexer war als die Rundmäuler. Die Rundmäuler durchliefen daraufhin eine Degeneration und verloren zahlreiche der für Wirbeltiere typischen Merkmale – die Schleimaale stärker als die Neunaugen, was die Basis der Annahme wurde, dass die Neunaugen doch näher mit den übrigen Wirbeltiere verwandt seien als die Schleimaale. 360 Millionen Jahre alte Fossilien von Neunaugen und 300 Millionen Jahre alte von Schleimaalen sind den modernen Formen schon recht ähnlich.